# هوفاوارت
هوفاوارت (به انگلیسی: Hovawart)، نام یکی از نژادهای سگ است که خاستگاه آن به آلمان بازمی‌گردد. این نژاد در حالت بالغ به‌طور میانگین ۳۰–۵۰ کیلوگرم (۶۶–۱۱۰ پوند) وزن دارد. قد جنس نر هوفاوارت ۶۳–۷۳ سانتیمتر (۲۵–۲۹ اینچ) است و قد جنس مادهٔ آن ۵۸–۶۵ سانتیمتر (۲۳–۲۶ اینچ).